# تركمان إيران
التركمان هم الشعب الذين يتحدثون لغة تابعة للفرع الجنوبي الغربي من اللغات التركيّة، وقد بلغ عددهم الكليّ أكثر من 6 ملايين نسمة في بداية القرن الحادي والعشرون، ويتوزّع التركمان في العديد من المناطق، ويعيش معظمهم في تركمانستان، وفي الأجزاء المجاورة من آسيا الوسطى، كما يعيش حوالي ثلثهم في إيران وخاصة في الجزء الشمالي، كما ويتواجد حوالي 500 ألف شخص آخرين من التركمان في شمال شرق وشمال غرب أفغانستان، وتُسمى هذه الجماعات بالتركمان العابرين (بالإنجليزية: the Transcaspian Turkmen)، وتنتشر جماعات من التركمان أيضاً في شمال العراق وسوريا، وتعيش مجموعات أصغر في وسط تركيا، وقد عانت جماعات التركمان من التمميز العنصري ضد الأقليات الواقع عليهم ولا سيما بعد 1958.

## إطلالة على التاريخ التركماني
يعتبر تركمان إيران من الجنس الاغوزي، وهم في الحقيقة مجموعات طائفية، قطنت آسيا الوسطى قبل النزوح لإيران، ويعتبرون ذو أصول تركية، بدأت عمليات المهاجرة في القرن الخامس هجري حيث تمركزوا في المناطق الواقعة شمالي و شرقي بلاد فارس (جمهورية إيران حاليا).رغم اعتبار تلك المنطقة مسرح للحروب تعاقبت عليه القرون وصمود التركمان إلا أنهم لم يستطيعوا إقامة دولة لهم على غرار فرس (مجموعة إثنية) و العرب. فقرروا التوجه نحو الغرب، ماترك أثرا في تغير ملامحهم بشكل عام، ماساعدهم على الإستقرار في عدة دول منها:بلاد فارس، وأستطاع التركمان من الانسجام مع النسيج الاجتماعي لمحافظات بلاد فارس. [2] 

## مناطق تواجد التركمان في إيران
تعتبر الطائفة التركمانية في إيران أقلية صغيرة حيث أنها تمثل 2% من إجمالي سكان، تتواجد هذه المجموعة الطائفية في المحافظات الشمالية الشرقية لإيران، يظهر الاختلاط التركماني مع طائفة الكرد في إيران بسبب تشابه الثقافات والعادات فيما بينهم.

## المعتقدات الدينية لتركمان إيران
كان السبب الرئيسي لانسجام المجموعة التركمانية مع مجتمع بلاد فارس هو اعتناقهم إلاسلام(آنذاك)،والرغم التحول الديني الحاصل في بلاد فارس إبان العهد الصفوي (من التسنن إلى التشيع) إلى ان التركمانيين حافظوا على عقيدة أهل السنة والجماعة.

## العلاقة التاريخية بين التركمان والاتراك
برغم من أن التركمان فرع عن الترك إلا أن بعضا من الذين تناولوا هذه القومية بالدرس والبحث خلطوا بين التركمان والأتراك الحاليين وكذلك خلطوا بين اللغتين التركية والتركمانية، فبينما حافظت اللغة التركمانية على ما نسبته 40% من المفردات العربية أدخلت إلى اللغة التركية، بعد تأسيس الجمهورية التركية الحديثة عام 1924م، كثير من المفردات الإنجليزية والفرنسية بدلا من المفردات العربية، ولأن التركمان ما يزالون يكتبون لغتهم بحروف عربية بينما يكتب الأتراك لغتهم بالحروف اللاتينية؛ فمن المنطقي أن تعتبر الطريقة التركمانية في الكتابة والقراءة لغة مستقلة عن التركية.